# Gouzangrez
Gouzangrez is een plaats en voormalige gemeente in het Franse departement Val-d'Oise (regio Île-de-France) en telt 171 inwoners (1999). De plaats maakt deel uit van het arrondissement Pontoise. Gouzangrez is op 1 januari 2024 gefuseerd met de gemeente Commeny tot een commune nouvelle, eveneens geheten Commeny.

## Geografie
De oppervlakte van Gouzangrez bedraagt 0,8 km², de bevolkingsdichtheid is 213,7 inwoners per km².
De onderstaande kaart toont de ligging van Gouzangrez met de belangrijkste infrastructuur en aangrenzende gemeenten.

## Demografie
Onderstaande figuur toont het verloop van het inwonertal (bron: INSEE-tellingen).